# St Francisbaai
St Francisbaai è una località balneare sudafricana affacciata sull'oceano Indiano situata nella municipalità distrettuale di Sarah Baartman nella provincia del Capo Orientale.

## Geografia fisica
St Francisbaai è situata presso la foce del fiume Krom sul tratto di costa compreso tra il capo St Francis e Jeffreysbaai, a circa 100 chilometri a ovest della città di Port Elizabeth.